# Prawitz Öberg
Prawitz Öberg (16 de novembro de 1930 - 4 de novembro de 1995) foi um futebolista sueco. Ele competiu na Copa do Mundo FIFA de 1958, sediada na Suécia, na qual a seleção de seu país foi a vice-campeã.